# Ingolfiella kapuri
Ingolfiella kapuri är en kräftdjursart. Ingolfiella kapuri ingår i släktet Ingolfiella och familjen Ingolfiellidae. Inga underarter finns listade i Catalogue of Life.